# Piper yananoanum
Piper yananoanum är en pepparväxtart som beskrevs av William Trelease. Piper yananoanum ingår i släktet Piper och familjen pepparväxter. Inga underarter finns listade i Catalogue of Life.